# 鮎川千里
鮎川 千里（あゆかわ ちさと）は、日本の元AV女優。マインズ所属。
身長:163cm。スリーサイズ:B84(E-65)・W58・H89cm。

## 略歴・人物
2011年にAVデビュー。幼女から人妻まで幅広い役柄で出演している。
AVの他、イメージDVDにも複数の名前で出演しており、こちらではグラビアアイドルや女優とされている。
2012年12月18日、本人のブログで引退発表。

## 出演作品

### アダルトDVD
2011年
- LOVE BOOTS DELICIOUS 14（9月23日、HRC）
- 女の子が絶対拒否しないイエスマンになった!（9月8日、ROCKET）
- 勃起乳首責め 3（10月7日、ex）
- 下心は無かったのに、急停止した蒸し暑いエレベーターで密着しすぎて思わず勃起!（10月20日、アイエナジー）
- 先輩OL達のパシリにされている入社1年目の情けないボクは休憩時間に、いつも先輩達の肩を揉まされている! でもそんなある日、キレイな先輩女子社員をマッサージ中、背中に思わず勃起した僕のチ○ポが当たり「ヤベッ!」と思っていたら、瞳を潤ませ消え入りそうな声で「肩以外も揉んで・・・」とまさかのスケベなリクエスト!（10月20日、Hunter）
- 素人!絶品!尻ナンパ 後ろ姿がイヤらしいお尻美人3時間（10月20日、ピーターズ）
- 制服少女 絶対服従 〜わたしを飼って下さい〜 其の弐 ちさと（1●歳）（10月25日、THE WORLD）
- 発禁寸前! 未体験丸見え映像 〜三人のつるっとパイパン女子校生〜（11月2日、太もも太郎）
- 自画オナ（11月4日、ex）
- ロリータ連続イキ狂い美少女自画撮りオナニー（11月8日、十代）
- BEST OF LEGS FETISH 4時間 5（11月11日、HRC）　※総集編だが、鮎川千里の出演部分は新作
- 〜無し家族〜 近親相姦 父兄娘3P陵辱中出し風呂（11月11日、First Star）
- 親に売られたパイパン美少女 親に裏切られオヤジたちに玩ばれる薄幸パイパンワレメ少女に生中出し（11月19日、ワレメ）
- SOD女子社員 輝く!!ミス ソフト・オン・デマンド 社内美人コンテスト 10（11月19日、SODクリエイト）　※「鮎原千里子」名義
- 汚い手で荒々しく抱かれたがる某外資系で働く年収800万以上のエリート女たち（11月19日、ATOM）
- 高級外車でナンパしてみたら、驚くほど成功したうえに洗ってもいないオチ●ポを助手席からしゃぶってくれました!さらに・・・（11月25日、SCOOP）
- パイパン小○生大乱交!! ドデカビニールプールでローションドッキング祭り（11月25日、First Star）
- いとこ風呂 32（11月25日、JUMP）
- 素人カップル対抗! 裸でかくれんぼ（12月8日、ROCKET）
- 若妻不倫温泉 25（12月9日、S級素人）
- 下校途中の美少女を1本釣り!! センズリみせ射精!!（12月19日、キチックス）
- すぺるまいれーじ 出席番号9番（12月20日、赤・青・黄）
- 2011 SOD女子社員 （恥）公開仕事納め（12月22日、SODクリエイト）　※「鮎原千里子」名義
- 近所の気になる小●生（12月22日、First Star）
- 景気の悪いこのご時世、主婦達の間で働く時間を選べ高額給料が貰える風俗に面接希望者が急増中! どうしても受かりたい若妻を上手くそそのかして生本番しちゃいました!（12月23日、SCOOP）

2012年
- 「陰毛が無いって言わないで…」 ロ●ータ 愛液パイパンマッサージ 2（1月7日、GLAY'z IMPACT）
- 部活帰り 鮎川千里（18）（1月11日、ZeTToN）
- SOD女子社員に下った史上最大の業務命令!! 制作部鮎原千里子編 男性との接点ゼロ!! 花盛りの大学生活を練習に捧げる名門女子大駅伝部は目の前でイヤらしいキスを見せつけたら…欲情 有り余る体力と底なしの性欲で朝までSEXが終わらない（1月19日、SODクリエイト）　※「鮎原千里子」名義
- 男湯にタオル一枚入って下さい! 恥ずかしいけど逆ナンパ!（1月20日、愛doll）
- オナニー数珠つなぎ オナる女たち（1月25日、JUMP）
- 咥えたまま完全口内発射フェラチオ 2（2月3日、OFFICE K'S）
- 姪っ娘風呂 7（2月8日、十代）オムニバス作品
- 幼パン・幼ション 自画オナおしっこブルセラ少女（2月8日、十代）
- 友達の妹をイジメてみました（2月19日、キチックス）
- 強制インカム指令! 恥ずかしいけど露出誘惑（2月20日、愛doll）
- ロリータ強姦・凌辱 遠足レイプ（2月24日、First Star）
- 幼姉妹近親相姦 姉の漏らす喘ぎ声に性的興奮を隠せない妹（2月25日、JUMP）
- パイパン小○生 お漏らしオナニー（2月25日、JUMP）
- フェチ映像集 接吻と唾液と手コキ（2月25日、JUMP）
- パイパン少女 中出し売春撮影会（3月9日、First Star）
- 女子小●生 JSニューヒロイン 未成熟なスク水ロリータ 3 ローションマットSEX（3月19日、キチックス）
- 全力ダッシュ! 息切れ女子にイラマチオ（3月20日、愛doll）
- 素人ギャルにお願いして手こきで抜いてもらってお掃除フェラまでしてもらいました・・・（3月25日、隼エージェンシー）
- 悶絶初アクメと中出しの記録 22（3月25日、プラネットプラス）
- 実録・近親相姦 傑作選（3月25日、JUMP）
- 「カップル限定」マジックミラー号の中で、自慢の彼女を「寝とって」真正中出し!（4月5日、SODクリエイト）オムニバス作品
- 素人お嬢さん ラップ1枚隔ててお父さんと素股体験してみませんか? 2（4月5日、アイエナジー）　※「あい」名義
- 小、中、そして○校生の現在もアダ名が「博士」の貧弱な僕。そんな僕の自宅には、クラスの女子がAV見たさによくやって来る。でも、いざエッチなシーンを見たらモジモジしだして頬を赤らめ、パンティー越しにもわかるくらいにビショ濡れで恥ずかしい染みだらけ! 4（4月5日、Hunter）
- 新人アイドル偽グラビア撮影（4月5日、ATOM）
- 女子●●生 拉致監禁 No.20 千里（4月13日、ローグプラネット）
- ネットアイドル美少女コスプレイヤー鮎川千里 〜千里のHなオッパイをいっぱい見てください〜（4月20日、ユープランニング）
- チラ見せJKオナサポ学園（4月25日、アロマ企画）
- 変態公衆便所 タンツボ肉便器女（5月3日、グローリークエスト）
- 可愛いカメラ女子を集めるため、人気AV男優をエサにヌード撮影会を開いたら、モテ無い僕でも興奮した女達と簡単にエッチできた（5月10日、SWITCH）
- 元祖 素人OL初撮り生中出し オリ●パス女子社員（5月15日、プラム）
- 強制コスプレ羞恥絶頂バス（5月24日、ナチュラルハイ）オムニバス作品
- 世間知らずなJKの接吻アルバイト（5月25日、アロマ企画）
- 「えっ…初めてのエステで担当が男の人だなんて…」ロリっ娘ナンパ性感オイルマッサージ中出し4時間DX（6月1日、VALEX）
- 十代限定 生姦×種付け×女子大生（6月1日、メガハーツ）　※「笹川奈緒」名義
- 酔娘伝 GET DRUNK 酒で酔った学生とヤった（6月7日、桃太郎映像出版）
- 3人の家庭教師（6月7日、Be Free）
- 女子高生限定 初めての潮吹きイカセ道場 2（6月15日、愛doll）
- ヌル撮 オイルマッサージ 心理カウンセラーのセラピー猥褻マッサージ（6月21日、グローリークエスト）
- 女子校生（秘）危険ダンス（7月3日、ラハイナ東海）
- Girls Talk 018 人妻が女子大生を愛するとき…（7月15日、プラム）
- 現役●●大テニス部員（7月25日、豊彦）　※「佐々木まゆ子」名義
- 中出しロシアンルーレット（8月1日、MOODYZ）
- 丸ノ内OL専門マッサージ治療院 15（8月20日、ピーターズ）

### イメージDVD
- ハードコアエステティシャン（2011年10月28日、オルスタックチクチャーズ）　※「舟川ちさと」名義
- CHAKUERO ART ☆舞台女優×パイパン☆（2011年11月23日、イー・マーケティング）　※「有友美優」名義
- 純真乙姫 〜パイパン・Eカップ・美少女〜（2011年12月26日、スパークビジョン）　※「長谷川まなみ」名義
- うぶなあの娘にいたずらしちゃえ（2012年1月30日、オルスタックピクチャーズ）　※「舟川ちさと」名義
- 美少女奇跡 長谷川まなみ パイパン*19歳*絶対的美少女（2012年2月26日、スパークビジョン）　※「長谷川まなみ」名義
- I LOVE SAIPAN（2012年4月23日、イー・マーケティング）　※「有友美優」名義
- Final Pink（2012年7月23日、イー・マーケティング）　※「有友美優」名義